# Teddy Tamgho

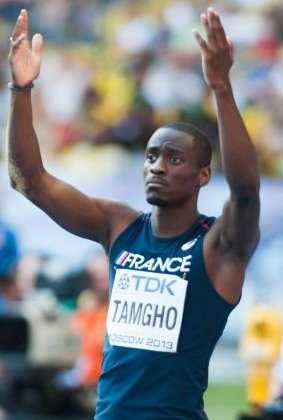
Teddy Tamgho vraagt om ondersteuning van het publiek bij een van zijn pogingen tijdens de WK van 2013 in Moskou.

Teddy Tamgho (Parijs, 15 juni 1989) is een Franse voormalige hink-stap-springer. Hij is met een afstand van 18,04 m de op vijf na beste hink-stap-springer aller tijden (peildatum 23 augustus 2022), was van maart 2010 tot in januari 2021 met 17,90 houder van het wereldindoorrecord en heeft met dezelfde afstand het Europese record in handen. In 2013 werd hij wereldkampioen.

## Loopbaan

### Juniortijd
Tamgho kreeg al op jeugdige leeftijd belangstelling voor de atletieksport en begon op dertienjarige leeftijd mee te doen aan hink-stap-springwedstrijden voor zijn vereniging Dynamic Aulnay Club. In 2007 nam hij voor het eerst deel aan een internationaal toernooi, de Europese kampioenschappen voor U20-junioren, waar hij met een persoonlijk beste sprong van 16,35 m het erepodium net miste en vierde werd. Aan het eind van dat jaar verbeterde hij met 16,53 het Franse nationale record. In het jaar dat volgde won hij in februari zijn eerste nationale titel bij de Franse indoorkampioenschappen met een sprong van 16,94. Hij werd er bij het indoor hink-stap-springen de op-één-na beste junior ter wereld ooit mee. Volgens Tamgho was zijn aanloopsnelheid zijn sterke punt en had hij zijn succes te danken aan zijn trainer Jean-Hervé Stievenart en zijn trainingsmaatjes Karl Taillepierre en Benjamin Compaoré. Nog in datzelfde jaar won hij zijn eerste internationale titel in zijn specialiteit bij de wereldkampioenschappen voor junioren met 17,33.

### Eerste resultaten als senior
Het daaropvolgende jaar, zijn eerste seniorenjaar, nam Tamgho deel aan de Europese indoorkampioenschappen in Turijn. Daarvóór had hij zijn tweede nationale indoortitel veroverd, waarna hij geblesseerd was geraakt. Weliswaar was hij in Turijn daarvan hersteld, maar zijn beste vorm had hij er nog niet bereikt, waardoor hij zich met een beste sprong van 15,94 niet wist te plaatsen voor de finale. Later, tijdens het outdoorseizoen, bereikte hij bij de wereldkampioenschappen in Berlijn de finale wel. Met 16,79 werd hij er elfde.

### Indoor: wereldtitel en -record
In 2010 werd Tamgho in Doha wereldindoorkampioen met een sprong van 17,90, waarmee hij het bestaande wereldindoorrecord met 7 cm verbeterde. Op de Europese kampioenschappen in Barcelona, later dat jaar, moest hij echter zijn meerdere erkennen in Phillips Idowu en Marian Oprea en bleef hij steken op een derde plaats met een beste sprong van 17,45.

### OS 2012: gemist door blessure
Het jaar daarop ging Tamgho echter uitstekend van start. Op 20 februari 2011 verbeterde hij tijdens de Franse indoorkampioenschappen in Aubière zijn eigen wereldindoorrecord. Weliswaar deed hij er slechts één centimeter bovenop, maar de 17,91 die hij in zijn vierde poging neerlegde, was voldoende om zijn record van 17,90 van een jaar eerder in Doha te overtroeven. Door een enkelblessure moest hij de Olympische Spelen van 2012 verstek laten gaan.

### Uitgeschakeld door beenbreuk
Op 18 augustus 2013 was Tamgho de derde man ooit die 18 meter of meer sprong. Met een sprong van 18,04 pakte hij goud op de WK in Moskou. Daarna overkwam hem nieuwe malheur. In november 2013 brak hij namelijk tijdens een training zijn linker scheenbeen. Zijn kuitbeen bleef daarbij ongedeerd, mede dankzij een stukje prothese dat hij daar sinds een eerder ongeluk heeft zitten. "Dankzij dit stuk kunststof bleef het kuitbeen onbeschadigd", aldus zijn manager. Desondanks maakte Tamgho eind 2013 bekend, dat hij vanwege deze blessure heel 2014 niet in actie zal kunnen komen.

### Einde loopbaan
Op 24 augustus 2019 kondigde Tamgho het einde van zijn atletiekloopbaan aan.

## Titels
- Wereldkampioen hink-stap-springen - 2013
- Wereldindoorkampioen hink-stap-springen - 2010
- Wereldkampioen junioren hink-stap-springen - 2008
- Frans kampioen hink-stap-springen - 2009, 2010, 2013, 2016
- Frans indoorkampioen hink-stap-springen - 2008, 2009, 2011, 2016

## Persoonlijke records

### Outdoor
| Onderdeel          | Prestatie | Datum            | Plaats     |
| ------------------ | --------- | ---------------- | ---------- |
| hink-stap-springen | 18,04 m   | 18 augustus 2013 | Moskou     |
| verspringen        | 7,63 m    | 16 juni 2007     | Versailles |

### Indoor
| Onderdeel          | Prestatie        | Datum            | Plaats   |
| ------------------ | ---------------- | ---------------- | -------- |
| hink-stap-springen | 17,92 m (WR; ER) | 6 maart 2011     | Parijs   |
| verspringen        | 8,01 m           | 13 februari 2011 | Eaubonne |

## Palmares

### hink-stap-springen
Kampioenschappen
- 2007: 4e EK U20 - 16,35 m
- 2008:  Franse indoorkamp. - 16,94 m
- 2008:  WK U20 - 17,33 m
- 2009:  Franse kamp. - 17,11 m
- 2009:  Franse indoorkamp. - 17,44 m
- 2009: 13e in kwal. EK indoor - 15,94 m
- 2009: 11e WK - 16,79 m
- 2010:  WK indoor - 17,90 m (WR)
- 2010:  Franse kamp. - 17,64 m (+2,9 m/s)
- 2010:  EK - 17,45 m
- 2011:  Franse indoorkamp. - 17,91 m (WR)
- 2011:  EK indoor - 17,92 m (WR)
- 2013:  Franse kamp. - 17,49 m (+2,1 m/s)
- 2013:  WK - 18,04 m
- 2016:  Franse indoorkamp. - 16,98 m
- 2016:  Franse kamp. - 17,15 m

Diamond League-podiumplekken
- 2010:  Eindzege Diamond League
- 2010:  Adidas Grand Prix – 17,98 m
- 2010:  DN Galan – 17,36 m
- 2010:  Aviva London Grand Prix – 17,27 m
- 2010:  Memorial Van Damme – 17,52 m
- 2011:  Qatar Athletic Super Grand Prix – 17,49 m
- 2011:  Athletissima – 17,91 m
- 2013:  Golden Gala – 17,01 m
- 2013:  Sainsbury's Grand Prix – 17,47 m
- 2013:  Athletissima – 17,40 m
- 2013:  Memorial Van Damme – 17,30 m
- 2016:  Bislett Games - 16,80 m

## Onderscheidingen
- Europees talent van het jaar - 2010

1983 Zdzisław Hoffmann ·
1987 Christo Markov ·
1991 Kenny Harrison ·
1993 Mike Conley ·
1995 Jonathan Edwards ·
1997 Yoelbi Quesada ·
1999 Charles Friedek ·
2001 Jonathan Edwards ·
2003 Christian Olsson ·
2005 Walter Davis ·
2007 Nelson Évora ·
2009 Phillips Idowu ·
2011 Christian Taylor ·
2013 Teddy Tamgho ·
2015 Christian Taylor ·
2017 Christian Taylor ·
2019 Christian Taylor ·
2022 Pedro Pablo Pichardo ·
2023 Hugues Fabrice Zango